# FC Kochin
Der FC Kochin ist ein Fußballverein in Indien. Beheimatet ist der FC Kochin in Kochi (Kerala) und spielte auch eine lange Zeit in der höchsten Liga in Kerala. In der Saison 2005/2006 meldete der FC Kochin keine Mannschaft zur Meisterschaft. Zur nächsten Saison haben sie jedoch ein neues Team angekündigt. Mit Viva Kerala ist seit 2004 ein Konkurrenzclub in der Stadt ansässig.
Der FC Kochin spielte Ende der 1990er Jahre und Anfang 2000 als einziger keralesischer Fußballverein in der National Football League, der höchsten Klasse.
Im Jahre 1997 konnte der Verein zum ersten Mal den Durand Cup gewinnen.

## Erfolge
- Kerala State League: Meister 1998, 1999
- Kerala State Championship: 1997
- Durand Cup: 1997
- Central Revenue Open 1998